# Bukva
Bukva (znanstveno ime Boops boops) je morska riba iz družine šparov.

## Opis
Bukva je riba z vretenastim telesom, ki ima olivno siv do olivno zelen hrbet, trebuh pa je bele barve. Po bokih se horizontalno od škržnega poklopca pa vse do repa vlečejo od 3 do 4 zlatorumene proge. Bukva zraste do 35 cm in lahko tehta do pol kilograma. Značilne zanjo so velike oči, po katerih je dobila latinsko ime Boops, kar bi lahko prevedli kot »volook«.
Prehranjuje se s planktonom in drobnimi živalicami, ki živijo na algah. Drsti se spomladi.

## Razširjenost in uporabnost
Bukva je pelaška riba obalnega pasu, ki se po navadi zadržuje do 50 metrov globine, poleti pa se lahko umakne tudi do 100 metrov globoko. Zime preživljajo jate bukev bližje obali, poleti pa se umaknejo na odprto morje. Razširjena je po Sredozemskem morju, tudi v Jadranu, najti pa jo je mogoče tudi v Črnem morju. Pogosta je tudi v vzhodnem Atlantiku  od Škotske do Norveške na severu, pa vse do Angole in Azorov na jugu.
Bukva ne predstavlja gospodarsko zelo pomembne vrste, lovijo pa jo največ ponoči ob lučeh z velikimi mrežami za sardele ali celo v mreže vlečnice. V ribarnicah je pogosta, vendar ne preveč priljubljena vrsta, saj ima njeno meso izrazit vonj po jodu. Kulinarično sodi med tretjerazredne ribe, ki jih po večini pripravljajo na žaru ali kuhane.